# 奧扎魯夫

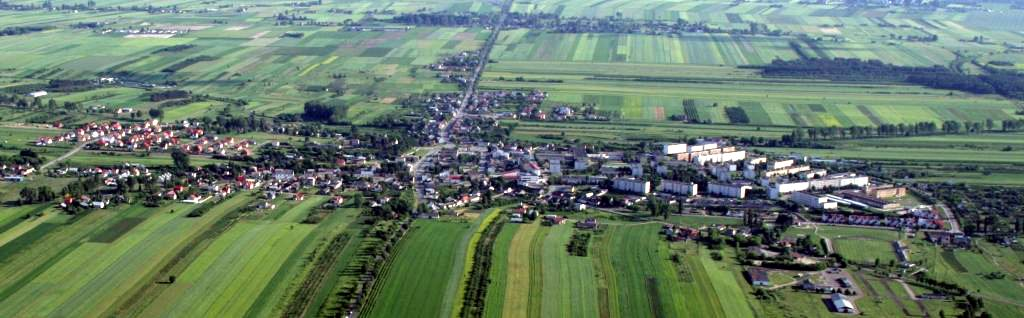

奧扎魯夫（波蘭語：Ożarów）是波蘭的城鎮，位於該國東南部，由聖十字省負責管轄，始建於1569年，面積7.79平方公里，2006年人口4,816。第二次世界大戰期間，納粹德國在該鎮設立集中營。